# 朱徳熙
朱徳熙（しゅ とくき、1920年10月24日 - 1992年7月19日）は、中国の言語学者。現代中国語文法の研究によって知られる。

## 生涯
朱徳熙は蘇州で生まれた。日中戦争中の1939年に昆明の西南連合大学に入学し、当初は物理学を専攻したが、唐蘭の講義を聞いて古文字学に興味を持ち、翌年には中文系に移った。大学では李栄と同級であったが、2年間休学して1945年に卒業した。1946年には清華大学中文系の副教授に就任した。
中華人民共和国成立後、1952年から1955年までブルガリアのソフィア大学で中国語を教えた。帰国後はずっと北京大学で教えた。
1989年に渡米し、1992年にカリフォルニア州のスタンフォード大学病院で死亡した。
朱徳熙は1945年以来中国民主同盟に所属していた。

## 主な著作
朱徳熙は現代中国語文法の第一人者であり、その主要な論文は『現代漢語語法研究』（商務印書館1980）に収められている。
邦訳 松村文芳・杉村博文 訳『現代中国語文法研究』白帝社、1988年。
この中でもっとも有名なのは「現代漢語形容詞研究」(1956)と「説“的”」(1961)で、前者は中国語の形容詞の重ね型が単純な形容詞とは異なる使われ方をすることを明かにし、後者は中国語で de と発音される「虚字」を分析して3種類に分けられることを示した。従来は文法解析に意味を持ちこむ傾向が強かったのに対し、朱徳熙の手法は分布をもとにした明快な分析を行うところに特徴がある。
『語法講義』（商務印書館1982）は、1960年代の北京大学での現代中国語文法の講義をもとにした著作である。
邦訳 杉村博文・木村英樹 訳『文法講義：朱徳煕教授の中国語文法要説』白帝社、1995年。
『現代漢語語法研究』以降の論文をまとめたものに、『語法叢稿』（上海教育出版社1990）がある。この中には変形文法をあつかった論文もあるが、ノーム・チョムスキーの変形文法ではなく、ゼリグ・ハリスの変形分析にもとづいている。
『文法のはなし』（中川正之・木村英樹編訳、光生館1986。原題は『語法答問』商務印書館1985）は、現代中国語の文法に関する論争点を対話形式で平易に示したものである。
『語法修辞講話』（1951、呂叔湘と共著）のような教育的な書物も書いている。『現代漢語』(高等教育出版社1958、商務印書館1962)の語彙・文法部分も朱徳熙による。
本来の専門であった古文字の研究も続け、裘錫圭との共同研究を含む多くの論文を発表している。古文字関係の論文は没後にまとめられた。
- 『朱徳熙古文字論集』（中華書局1995）

没後に出版された文集にはほかに以下のものがある。
- 『朱徳熙文集』（商務印書館1999, 5冊）
- 『朱徳熙選集』（東北師範大学出版社2001）